# Miquel Àngel Vidal Pons
Miquel Àngel Vidal Pons   (Binissalem, 1962) és un escriptor mallorquí en llengua catalana.

## Biografia
Miquel Àngel Vidal va néixer a Binissalem, Mallorca el 1962. Es va llicenciar en filologia hispànica a la Facultat de Filosofia i Lletres de la Universitat de les Illes Balears el 1986 i es va doctorar en filologia catalana a la mateixa universitat el 2012.

## Obra
Ha publicat les novel·les El batec de la fosca (Quaderns Crema, 2001, reeditada per MDS books/Mediasat, 2004), L'escriptora de bestsellers (Bromera, 2003), Encara que sents com creix la nit (El Gall Editor, 2005), El jardí de les Hespèrides (Editorial Moll, 2008, traduïda a l'anglès amb el títol The Garden of the Golden Apples Calador.org, 2010 i 2012), La mort de Marat (Cal Siller, 2016), La ciutat de les ànimes (Ensiola Editorial, 2016), que s'ha traduït al castellà (La ciudad de las almas, Calambur, 2017) i Vint-i-cinc dies d'agost i tres dies de setembre (Adia Edicions, 2024); els aplecs de contes Distàncies curtes (Lleonard Muntaner Editor, 2003), Cal·ligrafies agòniques (Perifèric, 2004), La mesura de les coses (Edicions Proa, 2005), Jardí de gel (Pagès Editor, 2010), El mètode de composició (Bromera, 2020), Una lliura de carn (Disset Edició, 2023) i L'impacte dels meteorits (Disset Edició, 2024); les obres de teatre El conyac de Voltaire (El Gall Editor, 2004), Sang aliena (Editorial Moll, 2010), La nit de glòria d'AM (Bromera, 2011), El bosc de Birnam (Lleonard Muntaner Editor, 2015), Equacions de dues incògnites (Cal Siller, 2016) i Tebes (Balèria, 2019), algunes de les quals han estat representades a Catalunya, València i Balears; els reculls d'articles El fill del segle i Res no és el que sembla (Can Sifre, 2006 i 2008), les biografies de Llorenç Moyà La tebior dels dies (El Gall Editor, 2013) i Antoni Vidal Ferrando (AELC, 2024), i el llibre-entrevista Antoni Vidal Ferrando. La mà de l'escriptor (Lleonard Muntaner Editor, 2021). En castellà ha publicat la novel·la Todos los mares, todas las tierras (Calambur, 2021).
També ha tingut cura de l'edició i estudi de les Memòries literàries (Publicacions de l'Abadia de Montserrat, 2004), Hispània Citerior (Hora Nova Edicions, 2006), El fogó dels jueus (El Gall Editor, 2006) i Panegírics blancs (Editorial Moll, 2006), A Robines també plou (Consell de Mallorca, 2010), Gloses d'un Xafarder (Editorial Moll, 2013) i Poesía escollida (Ensiola Editorial, 2016) de Llorenç Moyà Gilabert. Ha obtingut el títol de doctor en filologia catalana amb la tesi Llorenç Moyà: vida i literatura (Poesia i prosa). Ha estat guardonat amb diversos premis literaris de narrativa, dramàtica i periodisme, entre les quals destaquen el Ciutat d'Alzira de teatre (2010) i el Ciutat de Palma "Llorenç Villalonga" de Novel·la (2015).